# John Breckin
John Breckin (sinh ngày 27 tháng 7 năm 1953) là một cựu cầu thủ bóng đá người Anh thi đấu ở vị trí hậu vệ trái. Ông là cậu của hậu vệ Nottingham Forest Ian Breckin.